# 吉見由香
吉見 由香（よしみ ゆか、1973年4月19日 - ）は、日本のフリーアナウンサー。　

## 経歴
大阪府東大阪市出身。大阪府立布施高等学校、神戸女学院大学文学部卒業。大学卒業前に阪神・淡路大震災を経験する。
大学在学中、毎日放送高校野球中継アルプスリポーターのオーディションに合格し、関西のテレビ、ラジオに出演。卒業後、京都放送（KBS京都）のアナウンサー試験に合格、17年ぶりの女子アナとして1995年入社。報道業務のほか、スポーツ、情報番組などを担当。
退社後、関西を中心にフリーアナウンサーに転向。朝日放送や毎日放送などで多くの番組を担当する。地元密着の報道をと7年間続けた東大阪ケーブルテレビでの報道では毎日の生放送のほかに、選挙特番のメインキャスターなど、多くの番組を担当。離職時には東大阪市から公式に感謝状が贈呈された。
2008年から東京に仕事をベースにし上京。2009年10月にはニッポン放送「高嶋ひでたけの特ダネラジオ 夕焼けホットライン」のアシスタント・小口絵理子の夏休みピンチヒッターを務める。2012年3月までFM OSAKA「Charmy」でDJ・パーソナリティとして出演。同4月からRFラジオ日本報道局ニュースアナウンサー勤務、10月より翌年3月まで同局「峰竜太のミネスタ」番組アシスタントを務める。
2010年秋公開の映画「オカンの嫁入り」にラジオDJ役で出演もしている。エル・ファクトリー所属。
特に、ラジオ好きとして有名で、TBSラジオ「安住紳一郎の日曜天国」や「爆笑問題カーボーイ」に投稿し、番組中に紹介された経歴を持つ。
2013年、東宝ミュージカルアカデミーに勤務後、日本のオリジナルミュージカルを作り続ける「ミュージカルカンパニー 三ツ星キッチン」に所属。
地元の東大阪市にあった映画館「布施ラインシネマ」（2020年2月29日閉館）では、上映開始前の場内アナウンスを担当していた。
日本大学に再入学し、教員免許を取得。
都内の私立中高一貫校にて、国語科の教師として勤務している。
2025年から鹿児島県教育公務員として、奄美市内の中学校に着任している。

## 出演

### テレビ番組
KBS京都
- スキップモーニング（1997年7月 - 1998年3月）
- NEWSワイド京都（金曜日担当、1998年10月 - 1999年3月）
- KEIBAワンダーランド（日曜日担当）

朝日放送テレビ
- おはようコールABC（リポーター）

MBSテレビ
- ちちんぷいぷい（リポーター）

ベイ・コミュニケーションズ
- 伊丹だより（伊丹市広報番組）[5]

東大阪ケーブルテレビ
- 虹色ねっとわーく（東大阪市広報番組）[5]

### ラジオ番組
- 毎日放送ダイナミックナイター（MBSラジオ）
- アベロクのOH!まっぴるま（ABCラジオ）
- 高嶋ひでたけの特ダネラジオ 夕焼けホットライン（ニッポン放送）
- Charmy（FM OSAKA）
- 峰竜太のミネスタ（RFラジオ日本）

### 映画
- オカンの嫁入り（2010年）
- きみはいい子（2015年）

### 舞台
- 劇団EXILE「Tomorrow Never Dies〜やってこない明日はない〜」（2015年2月27日 - 3月8日、博品館劇場）
- 三ツ星キッチン
  - テーブルシアター「わが家のはなし。」（2015年5月9日 - 10日、ザ★キッチンNAKANO）[6]
  - DREAM（2015年6月17日 - 21日、中野ザ・ポケット／2015年6月27日 - 28日、大阪・インデペンデントシアター2nd.）
- 千代将太プロデュース公演「推定恋愛+ Vol.2」（2016年5月25日 - 28日、天現寺・多門ホール）[7]
- 伊藤靖浩・一人芝居ミュージカル短編集
  - Vol.1「始まりの冬に」（2016年11月10日 - 15日、西荻窪アトリエ・カノン）- 家塚敦子役[8]
  - Vol.2「暗闇に踊れ」（2017年4月1日 - 11日、ザ★キッチンNAKANO[注 1]）
- 劇作家女子会。「ミュージカル 人間の条件」（2017年5月18日 - 21日、座・高円寺）[10]